# Placosternus guttatus
Placosternus guttatus là một loài bọ cánh cứng trong họ Cerambycidae.